# Охоняны (Дятловский район)
Охоня́ны (бел. Аханяны) — деревня в Даниловичском сельсовете Дятловского района Гродненской области Республики Беларусь. По переписи населения 2009 года в Охонянах проживало 38 человек.

## География
Охоняны расположены в 15 км к востоку от Дятлово, 147 км от Гродно, 3 км от железнодорожной станции Новоельня.

## История
В 1878 году Охоняны — деревня в Дворецкой волости Слонимского уезда Гродненской губернии (13 дворов). В 1880 году — 63 жителя.
Согласно переписи населения 1897 года в Охонянах насчитывалось 19 дворов, проживало 154 человека.
В 1921—1939 годах Охоняны находились в составе межвоенной Польской Республики. В 1923 году в Охонянах было 31 хозяйство, 180 жителей. В сентябре 1939 года Охоняны вошли в состав БССР.
В 1996 году Охоняны входили в состав колхоза «Гвардия». В деревне насчитывалось 38 хозяйств, проживали 80 человек.